# Amblypteridae
Famille
Les Amblypteridae sont une famille éteinte de poissons à nageoires rayonnées. Elle a vécu lors du Permien. Ses restes fossiles ont été mis au jour aux États-Unis.

## Liste des genres
- † Amblypterus Agassiz, 1833
- † Lawnia Wilson, 1953
- † Tchekardichthys Prokofiev, 2005

## Publication originale
- Alfred Sherwood Romer, Vertebrate Paleontology (œuvre écrite), University of Chicago Press., Seconde édition, 1945